# 고기압

고기압을 나타내는 기호

고기압(高氣壓)은 주위보다 상대적으로 기압이 높은 곳을 가리킨다. 기호는 'H'이다. 북반구에서는 시계방향으로 바람이 불어나가고 남반구에서는 그 반대로 불어나가는 공기 순환이 일어난다.
고기압권 안에서는 보통 하강기류가 있어서 날씨가 맑다. 그러나 소멸 단계의 고기압 또는 고기압 후면에서 하층이 가열되면 대기가 불안정하여 적란운이 발생하고 심하면 소나기, 뇌우를 동반한다. 일반적으로 바람은 기압이 높은 곳에서 낮은 곳으로 분다. 이때 고기압은 북반구에서는 시계방향이며 남반구에서는 시계반대방향으로 회전한다. 풍속은 중심에 가까워질수록 약해진다. 이동성 고기압을 제외하면 대체로 아주 느리게 이동하거나 제자리에 위치한다.

## 특징
일기도에서 보면 중심 주위가 막힌 등압선으로 에워싸여 있으며 중심이 저기압만큼 뚜렷하지는 않다. 지상의 고기압 부분에서는 기류가 발산하여 그것을 보완하기 위해 상공에서 공기가 하강하기 때문에 고기압 안에는 하강 기류가 있다. 하강 기류가 있으면 공기는 단열적으로 온도가 올라가고, 수증기의 응결이 어려워지기 때문에 고기압 내부는 구름이 적다. 구름이 생성되는 경우는 낮은 층운형이 된다. 고기압 안은 이와 같은 상태이기 때문에 야간의 복사 냉각이 강하여 지면 부근의 온도가 낮아진다. 한편 고기압 내부에서는 바람이 약하기 때문에 접지(接地) 역전이 일어나기 쉽다. 그렇기 때문에 추운 계절에는 아침 일찍 서리가 발생하기 쉽고, 도시에서는 스모그 발생이 많아진다.

## 종류

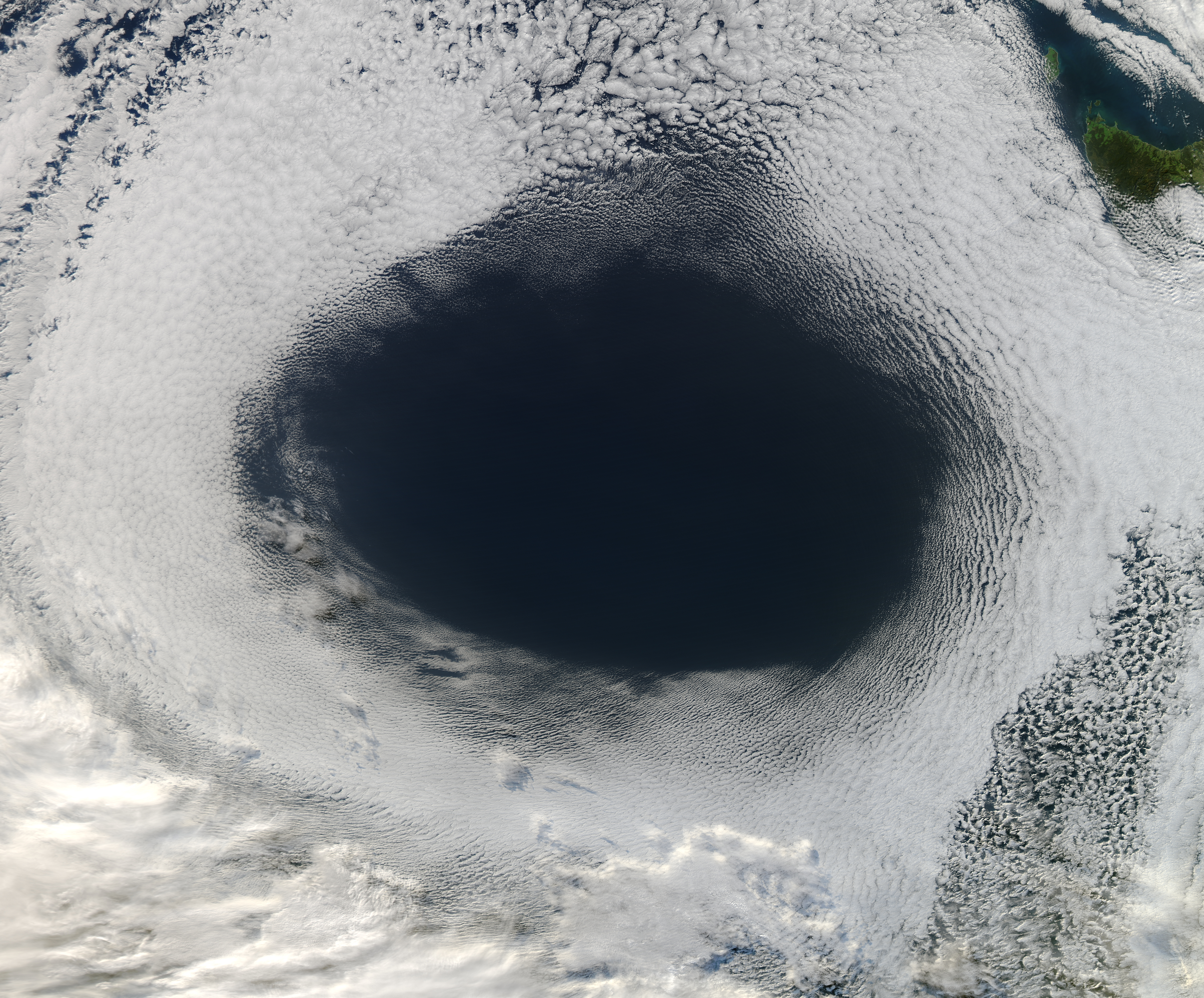
고기압 지대에만 구름이 없다. 단, 고기압 지대와 구름 구멍은 완전히 일치하지는 않는다. 고기압의 중심은 이 사진에서 구름 구멍의 가장자리에 있다.

고기압에서 대기의 상층까지의 공기의 기둥을 생각해 보면 공기의 기둥 전체의 밀도가 주위보다 크거나 공기의 기둥에 흘러들어오는 공기의 양이 공기의 기둥에서 흘러나가는 공기의 양보다 많거나 둘 중 하나이다. 이와 같은 견해로 분류하면 고기압에는 두 종류가 있다. 첫째는 방사 냉각이 강하여 지표 부근의 공기의 밀도가 커져서 생기는 한랭 고기압이고, 둘째는 대기 순환 중에서 공기가 막혀 그 지표에 형성되는 온난 고기압이다. 또, 이동여부를 기준으로 나눌 수도 있다. 이때는 고기압의 중심부가 거의 이동하지 않고 한곳에 머무르는 고기압을 정체성 고기압이라 하고 정체성 고기압에서 떨어져 나와 이동하는 고기압을 이동성 고기압이라고 한다.

## 같이 보기
- 저기압
- 저기압성 순환